# Unionismo no Reino Unido

O Reino Unido é composto por quatro países constituintes: Inglaterra (England), Escócia (Scotland), País de Gales (Wales) e Irlanda do Norte (Northern Ireland).

A Union Jack, além de ser a bandeira do Reino Unido, também serve como um símbolo do unionismo britânico.

O unionismo no Reino Unido, também conhecido como unionismo do Reino Unido ou unionismo britânico, é uma postura política que defende a unidade contínua da Inglaterra, da Escócia, do País de Gales e da Irlanda do Norte como um estado soberano, o Reino Unido da Grã-Bretanha e Irlanda do Norte. Aqueles que apoiam a união são chamados de "unionistas". Embora nem todos os unionistas sejam nacionalistas, o unionismo do Reino Unido está associado ao nacionalismo britânico, que afirma que os britânicos são uma nação e promove a unidade cultural dos mesmos, sendo que eles podem ser pessoas descendentes de ingleses, escoceses, galeses, irlandeses, córnicos, de pessoas de Jersey, da Ilha de Man ou de Guernsey.
Desde o final do século XX, opiniões divergentes sobre o status constitucional dos países que integram o Reino Unido tornaram-se um problema maior na Escócia, na Irlanda do Norte e, em menor grau, no País de Gales. O Partido Nacional Escocês, que é pró-independência, tornou-se o partido governante do Parlamento escocês em 2007 e conquistou a maioria absoluta dos assentos nas eleições legislativas escocesas de 2011. Isso levou a um referendo sobre a independência escocesa em 2014, onde os eleitores foram questionados: "A Escócia deveria ser um país independente?". 44,7% dos eleitores responderam "Sim" e 55,3% responderam "Não", com uma afluência recorde de 84,5%.

## Formação da União
Em 1542, as coroas da Inglaterra e da Irlanda foram unidas por meio da criação do Reino da Irlanda sob o Ato da Coroa da Irlanda de 1542. Desde o século XII, o rei da Inglaterra atuava como Senhorio da Irlanda, sob soberania papal. O ato de 1542 criou o título de "Rei da Irlanda" para o rei Henrique VIII da Inglaterra e seus sucessores, removendo o papel do Papa como o senhor supremo da Irlanda. As coroas da Inglaterra e da Escócia foram unidas em 1603, quando James VI da Escócia sucedeu sua prima Elizabeth I na Inglaterra.
O Reino da Grã-Bretanha foi formado em 1.º de maio de 1707 por meio dos Atos de União de 1707, dois atos simultâneos aprovados pelos parlamentos da Inglaterra e da Escócia. Estes criaram uma união política entre o Reino da Inglaterra (composto pela Inglaterra e País de Gales) e o Reino da Escócia. Este evento foi o resultado do Tratado de União que foi acordado em 22 de julho de 1706. Os Atos criaram um único Parlamento da Grã-Bretanha em Westminster, bem como uma união aduaneira e monetária. No entanto, a Inglaterra e a Escócia permaneceram jurisdições legais separadas.

Com o Ato de União de 1800, o Reino da Irlanda uniu-se à Grã-Bretanha, formando o Reino Unido da Grã-Bretanha e Irlanda. Contudo, a Irlanda deixou o Reino Unido em 1922. A separação da Irlanda, que ocorreu originalmente sob a Ato do Governo da Irlanda de 1920, foi confirmada pelo governo britânico e pelo Parlamento da Irlanda do Norte controlado pelos unionistas. A Irlanda do Norte optou por permanecer dentro do estado, que agora é oficialmente denominado Reino Unido da Grã-Bretanha e Irlanda do Norte. Em 2007, a união da Escócia com a Inglaterra completou 300 anos.